# Ross Pond State Park
Ross Pond State Park ist ein State Park im US-Bundesstaat Connecticut auf dem Gebiet der Gemeinde Killingly. 

## Geographie
Der Park umfasst 314 acre (127 ha) und ist durch einen Blue-Blazed Trail mit dem Old Furnace State Park, der sich nach Norden anschließt, verbunden. In dem Tal, das die Fall Line begleitet, eine geologische Diskordanz, die sich durch die Neuengland-Staaten zieht, wurden entlang des Half Hill Brook mehrere Teiche (Ross Pond u. a.) zur Energiegewinnung angestaut. Der Half Hill Brook verläuft von Süden nach Norden und entwässert über den Fall Brook nach Westen zum Quinebaug River.
Höchste Erhebung auf dem Gelände des Parks ist der Half Hill. 
Der nächstgelegene State Park ist weiter westlich das Quinebaug Lake State Park Scenic Reserve in etwa 2 km Entfernung.

## Freizeitaktivitäten
Der Park bietet Möglichkeiten zum Wandern, Picknicken, Jagen, Angeln und Boot fahren.